# バネッサ・パラシオス
バネッサ・パラシオス（Vanessa Magda Palacios Silva、1984年7月3日 - ）は、ペルーの女子バレーボール選手。ポジションはリベロ。ペルー代表。

## 来歴
2005年、ペルー代表に初選出される。2006年に日本で開催された世界選手権で三大大会に初出場した。2007年、南米選手権で銀メダルを獲得し、ベストディガー賞を受賞した。2009年のパンアメリカンカップではベストリベロ賞、ベストレシーバー賞を受賞した。
2009-10シーズンに所属していたCVテネリフェでは吉澤智恵とチームメイトであった。2010年、パンアメリカンカップで銀メダルを獲得し、同年の世界選手権に出場した。2016年に代表復帰するとリオ五輪世界最終予選に出場し、ベストディガー部門2位の活躍をみせた。

## 球歴
- 世界選手権 - 2006年、2010年
- ワールドカップ - 2007年
- ワールドグランプリ - 2011年

## 受賞歴
- 2007年 - パンアメリカンカップ　ベストレシーバー賞
- 2007年 - 南米選手権 ベストディガー賞
- 2009年 - パンアメリカンカップ  ベストリベロ賞、ベストレシーバー賞
- 2010年 - スペインリーグ2009-10 ベストリベロ賞
- 2011年 - 南米選手権 ベストレシーバー賞

## 所属クラブ
- CV Benidorm（2003-2008年）
- CV Sanse（2008-2009年）
- CVテネリフェ（2009-2010年）
- Divino Maestro（2011年）
- AVG 2008（2011-2012年）
- Vannes VB（2012-2014年）
- Universidad César Vallejo（2015-2016年）
- Istres Ouest Provence VB（2016-2017年）
- VC Marcq-en-Barœul（2017-）